# Казыкурт
Казыку́рт (каз. Қазыкурт, до 199? г. — Пятихатка) — упразднённый аул в Нуринском районе Карагандинской области Казахстана. Входил в состав Соналинского сельского округа. Ликвидирован в 2007 году.

## Население
В 1999 году население аула составляло 82 человека (45 мужчин и 37 женщин).